# 9368 Esashi
9368 Esashi eller 1993 BS3 är en asteroid i huvudbältet som upptäcktes den 26 januari 1993 av de båda japanska astronomerna Masaru Mukai och Masanori Takeishi vid YCPM Kagoshima Station. Den är uppkallad efter den japanska orten Esashi.
Asteroiden har en diameter på ungefär 4 kilometer.